# Puya (botanica)
Puya Molina, 1782 è un genere di piante della famiglia Bromeliaceae, originario dell'America meridionale, settore andino, e dell'America centrale, settore meridionale. È l'unico genere della sottofamiglia Puyoideae.

## Tassonomia
Il genere consta di oltre 200 specie, tra cui:
- Puya alpestris (Poepp.) Gay
- Puya angelensis E.Gross & Rauh
- Puya angusta L.B.Sm.
- Puya antioquensis L.B.Sm. & Read
- Puya araneosa L.B.Sm.
- Puya argentea L.B.Sm.
- Puya atra L.B.Sm.
- Puya barkleyana L.B.Sm.
- Puya bermejana S.E.Gómez, Slanis & A.Grau
- Puya berteroniana Mez
- Puya bicolor Mez
- Puya boliviensis Baker
- Puya chilensis
- Puya coerulea
- Puya dichroa
- Puya exuta
- Puya furfuracea
- Puya gargantae
- Puya gigas
- Puya goudotiana Mez
- Puya grantii L.B.Sm.
- Puya horrida L.B.Sm. & Read
- Puya killipii Cuatrec.
- Puya laxa L.B.Sm.
- Puya lehmanniana L.B.Sm.
- Puya lineata Mez
- Puya mirabilis (Mez) L.B.Sm.
- Puya nitida Mez
- Puya nivalis Baker
- Puya occidentalis L.B.Sm.
- Puya raimondii Harms
- Puya roldannii
- Puya sanctae-martae
- Puya santanderensis
- Puya trianae
- Puya venezuelana
- Puya vestita
- Puya weberbaueri